# Grüppenbühren
 Grüppenbühren  ist ein Ortsteil der Gemeinde Ganderkesee im niedersächsischen Landkreis Oldenburg.

## Geografie und Verkehrsanbindung
Der Ort liegt nördlich des Kernbereichs von Ganderkesee. Westlich befindet sich das 627 ha große Naturschutzgebiet Hasbruch.
Durch den Ort führt die Bundesstraße 212, südlich verläuft die Autobahn A 28.
Der Ortsteil Grüppenbühren ist seinerseits noch mal unterteilt in die kleineren Ortsteile Bissen, Brandewurth, Bülterei, Hollen, Klingenhagen, Kühlingen und Westerloge. 

## Sehenswert
- Hofanlage Brandewurth 146 als Gulfhaus von um 1900 mit Stall

## Söhne und Töchter
- Hermann Hagstedt (1884–1966), Politiker (SPD)
- Arend Heinrich Braye (1890–1960), Gewerkschafter und Politiker (SPD)